# Těšínské divadlo

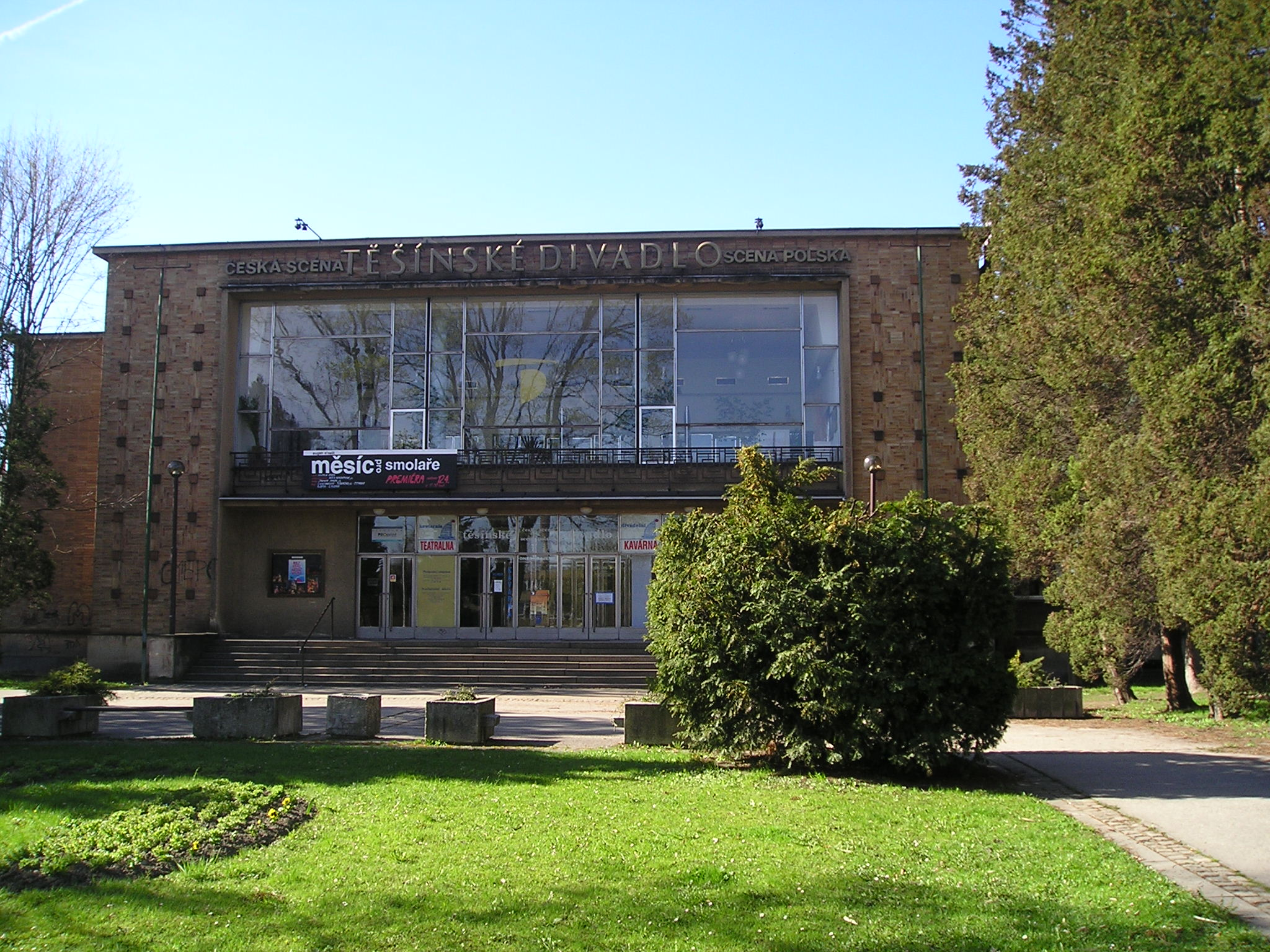
Budova Těšínského divadla

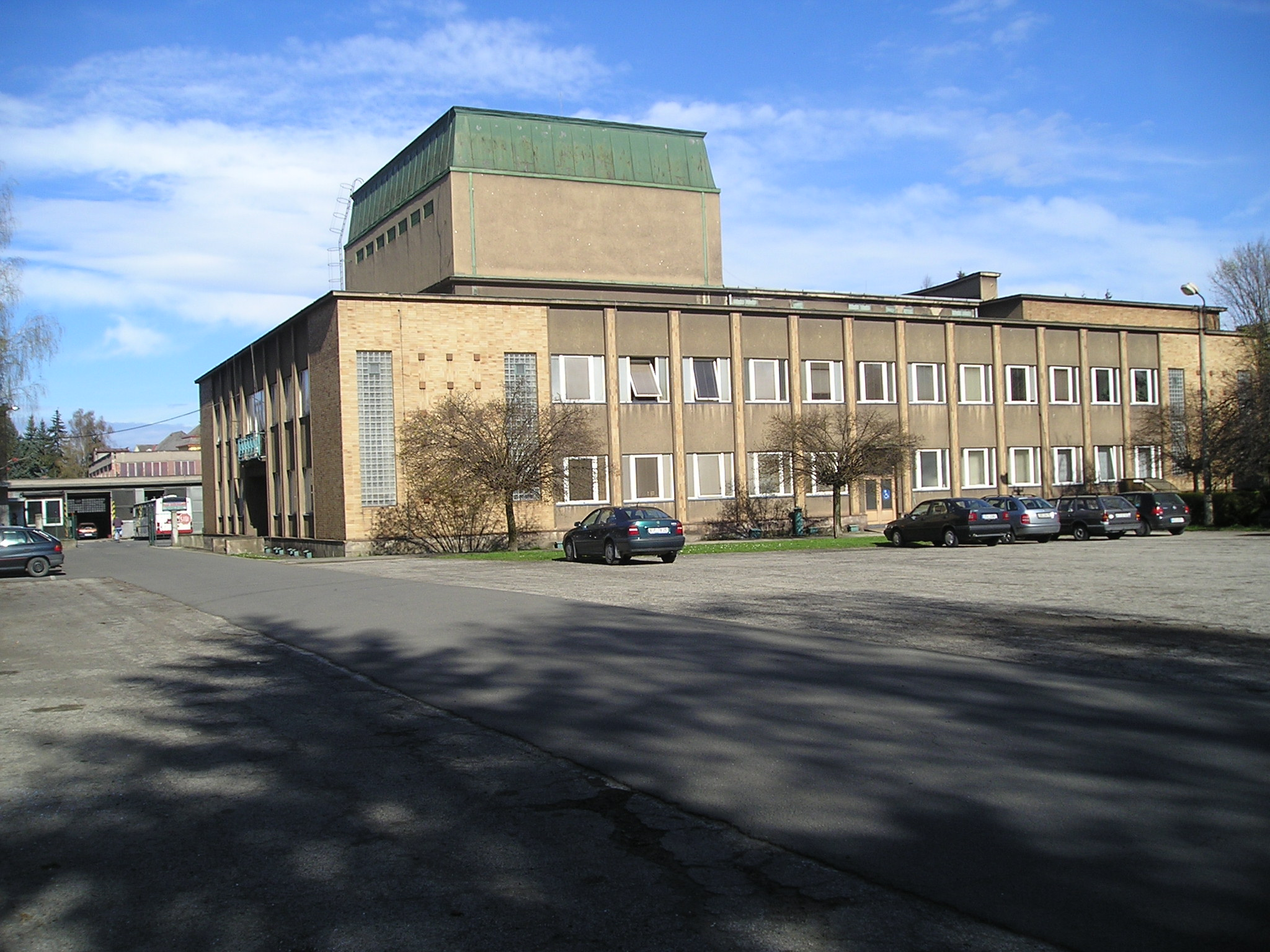
Bok budovy Těšínského divadla

Těšínské divadlo (polsky Teatr Cieszyński )   Těšínské divadlo se nachází v Českém Těšíně, je v současnosti jediným profesionálním českým divadlem, jehož součástí jsou tři umělecké soubory hrající ve dvou různých jazycích – česky i polsky: Česká scéna, Polská scéna a dvojjazyčná loutková scéna Bajka. Tato skutečnost je zapříčiněna jednak tím, že v regionu Těšínského Slezska žije poměrně velká polská národnostní menšina, a také tím, že Český Těšín leží na česko-polské hranici. Divadlem také prošli populární čeští herci, kteří zde buďto dlouhá léta hostovali nebo i začínali. např. Květa Fialová, Bronislav Poloczek, Robert Urban, Michal Kavalčík, Miloslav Čížek, Josef Karlík, Radůz Mácha, Bořivoj Navrátil, Josef Somr.

## Historie
Město Těšín jako dávné sídlo těšínského knížectví bylo až do 1. světové války v rámci rakousko-uherské monarchie přirozeným společenským, administrativním i kulturním centrem celého těšínského Slezska. Prolínaly se zde čtyři kultury – polská, česká, židovská a německá.
Po květnu 1945 začala vznikat zvláště v kulturních centrech, která byla po Mnichovu odtržena od území ČSR, nová česká divadla.
Vznik Těšínského divadla se datuje do srpna 1945, kdy se v Úředním listě ČSR objevil i výnos o zřízení stálého profesionálního divadla v Českém Těšíně, ale pod kuratelou Národního divadla moravskoslezského v Ostravě. Malá část státní dotace, která byla přiznána ostravskému divadlu, byla určena jako počáteční finanční příspěvek pro vznik Těšínského divadla.
25. září 1945 bylo ustaveno Těšínské oblastní divadlo a už 6. října se poprvé představil veřejnosti herecký soubor této nové scény premiérou hry Jaroslava Vrchlického Noc na Karlštejně v sále restaurace Na Střelnici.
Vzápětí vznikl přípravný výbor Divadla těšínského Slezska, jehož předsedou byl nadšenec Emil Vávrovský, který se spolu s prvním ředitelem divadla Antonínem Kryškou zasloužil o to, že se divadlo koncem roku 1945 osamostatnilo a vymanilo se z područí ostravské kurately; 8. února 1946 byl rovněž změněn název na Divadlo těšínského Slezska.
V roce 1946 získalo divadlo sál hotelu Slavie (nyní hotel Piast) s přilehlými prostorami a sousední Fassalův dům pro potřeby administrativy a zkoušek, jakož i budovu v Tovární ulici, kam byl soustředěn dílenský provoz.
Novým ředitelem divadla se v roce 1946 stal výborný ostravský herec Antonín Brož, který zřídil samostatný operetní soubor, jehož představení vykazovala vysokou návštěvnost a byla velmi oblíbená u diváků. Divadlo se tak rozrostlo na 118 členů.
V roce 1948 bylo divadlo zestátněno a jeho provozovateli bylo střídavě město Český Těšín, Obecní úřad Karviná a Krajský úřad Ostrava. Po únoru 1948 byly zrušeny i zbytky dřívější operety. Avšak povědomí o hudebním divadle se vžilo natolik, že i dnes publikum vyžaduje, aby se v repertoáru objevovaly hudební hry.
V roce 1950 byl název změněn do téměř dnešní podoby Těšínské divadlo v Českém Těšíně.
V roce 1951 vznikl z iniciativy tehdejšího ředitele TD Josefa Zajíce a ředitele divadla Teatr Polski v Bílsku-Bělé Aleksandra Gąssowského a Polského kulturně-osvětového svazu (PZKO) v Československu se sídlem v Českém Těšíně druhý soubor Těšínského divadla, jímž se stala Polská scéna, která v divadle jako samostatný umělecký soubor působí dodnes. V témže roce učinil J. Zajíc pokus ustavit v divadle i profesionální loutkovou scénu, ale tato epizoda trvala jen půl roku. A navázat na ni se podařilo až v roce 2008, kdy se třetím souborem TD stala Loutková scéna Bajka.
Řediteli J. Zajícovi (1949–1960) se podařilo vybudovat z Těšínského divadla plně profesionální uměleckou instituci s dobrým standardem uměleckých výsledků.
Jeho nástupce František Kordula (1960–1972) pak spolu s uměleckými šéfy Zdeňkem Bittlem a Franciszkem Michalikem a po něm Alojzy Nowakem dovedl Těšínské divadlo na dosavadní vrchol. Těšínské divadlo bylo počítáno mezi nejlepší česká a slovenská oblastní divadla a Polská scéna začala mít svou váhu také v kontextu divadelní kultury v Polsku.
K podstatné a pro divadlo důležité změně došlo na konci sezóny 1960–1961, kdy se soubory přestěhovaly do dnešní, tehdy nově postavené moderní budovy. Zásluhou architekta Zdeňka Vávry (otec dnešního herce pražského divadla Sklep Davida Vávry) vznikl moderní a přitom komorně působící divadelní prostor, jenž byl prostý megalomanských tendencí, které v socialistické éře provázely stavby podobného zaměření. V 60. letech pak byly přistavěny i provozní budovy, jako jsou dílny, sklady, kanceláře a garáže, takže vznikl přehledný a účelný komplex.
S prvním dnem roku 1991 byl ustanoven dnešní název Těšínské divadlo Český Těšín.
Těšínské divadlo je ojedinělou výjimkou v českém divadelním světě, neboť v něm působí pod jednou střechou umělecké soubory dvou národností – Česká scéna, Polská scéna a loutková scéna Bajka. Zřizovatelem Těšínského divadla je Moravskoslezský kraj.
  V roce 2000 napadlo tehdejšího ředitele Karola Suszku uspořádat setkání krajových divadel. A tak vznikl tradiční Festival divadel Moravy a Slezska. Původně šlo především o setkávání divadel, která spolu takřka sousedí, přesto toho o sobě vědí poměrně málo. Myšlenka se ujala, a byť festival doznal časem nějakých změn, přetrval dodnes a stal se již nedílnou součástí programové nabídky Těšínského divadla.
Ředitelé divadla:
Josef Zajíc (1949–1960) 
František Kordula (1960–1972) 
Libuše Kišová, p.o. dyrektor (1972–1973)
Ladislav Slíva, p.o. dyrektor (1973–1974) 
Josef Srovnal (1974–1976) 
Józef Wierzgoń (1976–1990) 
Ladislav Slíva (1990–1996) 
Roman Rozbrój (1996–2000) 
Karol Suszka (2000–2018) 
Petr Kracik (2018)

ČESKÁ SCÉNA
Česká scéna TD byla založena v roce 1945 a byla první scénou dnes třísouborového divadla. Od počátku svého působení hraje Česká scéna nejen v Českém Těšíně, ale vyjíždí za svými diváky do blízkého okolí i vzdálenějších koutů země. V sezóně 1946/1947 to byla např. města a vesničky Třinec, Frýdek-Místek, Karviná, Orlová, Lazy, Jablunkov, Bludovice, Šenov, Bohumín, Dětmarovice, Horní Suchá, Raškovice, Staré Hamry, Dolní Lutyně, Domaslavice, Petrovice u Karviné, Rychvald, Těrlicko, Albrechtice, Smilovice, Hnojník, Skřečoň, Bruzovice, Doubrava, Vratimov, Darkov a další. Dnes hraje Česká scéna jak na domovském jevišti, tak mimo něj; své diváky také sváží autobusy do sálu TD a dle zájmu ráda za svým obecenstvem dojíždí i mimo předplatné.
Repertoár České scény je velmi rozmanitý. Nabízí tituly pro diváky všech věkových kategorií; najdeme zde nejen českou i světovou klasiku, ale i současné drama. V posledních letech se velké oblibě obecenstva těší hudební a muzikálové projekty. K těm prvním patří výpravné pohádkové muzikály Sněhurka (premiéra 14. 12. 1991, režie Karol Suszka) a Ferda mravenec (premiéra 26. 2. 1994, režie Karol Suszka) a zajímavostí je, že se na repertoáru divadla drží dodnes.  Z těch dalších je to např. František s Assisi (premiéra 12. 9. 2015, režie Jaroslav Moravčík), Kubo – muzikál na lidovou notu (premiéra 30. 10. 2016, režie Miloslav Čížek) a samozřejmě Báthoryčka (premiéra 7. 9. 2013, režie Jaroslav Moravčík). Za roli Alžběty Báthoryové získala její představitelka Lucie Bergerová Cenu Thálie. Nezapomenutelný pro Těšínské divadlo je společný projekt České a Polské scény: Těšínské niebo – Cieszyńskie nebe (premiéra 15. 5. 2004, režie Radovan Lipus). Ke spolupráci byli přizváni umělci, kteří mají blízký osobní vztah k těšínskému Slezsku, a vznikl česko-polský divadelní projekt, který si ani v nejmenším nekladl za cíl vytvořit historickou fresku ze spletitých dějin těšínského knížectví, ale chtěl pohlédnout na události současné i minulé s nostalgií, humorem a zavzpomínat na pravdivé i mytické postavy spojené s naším pozoruhodným místem. Základem této sentimentální tramvajové rallye se staly písničky Jaromíra Nohavici.
Umělečtí šéfové České scény:
Josef Karel Grumlík (1946–1948)
Jan Havlásek (1948–1949, 1952–1956)
Zdeněk Bittl (1961–1970)
František Čech (1973–1975)
Hana Šrámková (1975–1977)
Josef Žáček (1989)
Zdeněk Forejt (1990)
Karol Suzska (1990–1996)
Ivana Wojtylová (1997–2000)
Miloslav Čížek (2001–2019)
Petr Kracik (2019–dodnes)

POLSKÁ SCÉNA
Polská scéna vznikla 1. srpna 1951 a spolu s Českou scénou se stala součástí Těšínského divadla v Českém Těšíně. O její založení se zasloužili nadšenci z PZKO (Polski Związek Kulturalno-Oświatowy) v Československu, dále polští umělci A. Gąssowski, W. Woźnik, R. Feniuk a tehdejší ředitel Těšínského divadla Josef Zajíc. Sestavení souboru se z pověření hlavního výboru PZKO ujal Władysław Niedoba. Polská scéna měla své sídlo v Českém Těšíně na ul. Střelniční, představení se konala v hotelu Piast.
Polská scéna Těšínského divadla je jediný polský profesionální divadelní soubor působící mimo území Polska, který je příspěvkovou organizací zřizovanou Moravskoslezským krajem.
Historie Těšínského divadla, ve kterém pracují pod jednou střechou dva nezávislé soubory, sahá do časů, kdy ještě málokdo tušil, že jednou zmizí hraniční závory a most na řece Olši bude obě země spíše spojovat než dělit. Svým způsobem nastalo rozšíření Evropské unie v Těšínském divadle mnohem dřív, než o tom rozhodli politikové. Mám velkou radost, že právě z česko-polského pohraničí, odkud pocházím, dáváme Evropě jasný signál, že kultura nezná hranice.
(Fragment citován z dopisu prof. Jerzego Buzka, předsedy Evropského parlamentu; zasláno u příležitosti 60. výročí Polské scény TD.)
První premiérou Polské scény, která se konala 14. října 1951, byla hra Aleksandra Maliszewského Včera a předevčírem v režii Władysława Delonga a se scénografií Władysława Cejnara. Tehdejší herecký soubor Polské scény tvořili herci, již vzešli z četných místních amatérských soborů a kteří často vykonávali ještě jiné povolání, protože se báli, že herecká profese v nově vzniklém souboru není žádná jistota.
Za 70 let svého působení nastudovala Polská scéna kolem 470 premiér. V současnosti má herecký soubor 16 členů, připravuje se 5 premiér za sezonu a v jedné sezoně je odehráno přibližně 120 představení. Kromě své domovské scény v Těšínském divadle hraje Polská scéna pravidelně na čtyřech štacích a hostuje v různých polských a českých městech. Kromě toho hrála i na Slovensku, Litvě, Ukrajině a v Rakousku.
Repertoár Polské scény nabízí inscenace pro děti, mládež i dospělé diváky a najdete v něm světově proslulé klasické tragédie, komedie, tituly polských a českých dramatiků i díla regionálních autorů.
Polská scéna má své neodmyslitelné místo také na divadelní mapě Polska. Obdržela totiž několik ocenění, např. na soutěži věnované uvádění polské literatury na jevišti nazvané Živá klasika (v roce 2015 a 2018).
Jsme svědky světového fenoménu, jakým bezesporu Polská scéna je. Nejednou jsem se pozastavoval nad tím, co a jaké tajemné síly způsobují, že Polská scéna stále trvá. Jsem přesvědčen, že příčinou je touha naší společnosti po kultuře – po živé kultuře. Jsme si dobře vědomi, že jen kultura a duchovno přetrvají navěky. Materiální věci zaniknou, ale ty duchovní zůstanou.
(Fragment citován z proslovu tehdejšího ředitele Těšínského divadla Karola Suszky u příležitosti 60. výročí Polské scény.)
Polská scéna se od počátku svého působení zaměřuje na divadlo pro široké publikum. Svého diváka musí neustále vyhledávat a pečovat o něj nejen jako o divadelního diváka, ale i jako o diváka Polské scény a polského repertoáru vůbec. Svým působením zde plní také výchovnou a patriotickou úlohu, protože šíří na Záolží polský jazyk, umožňuje svým divákům kontakt jak s polským literárním jazykem, tak i s živým polským slovem.
Prvořadým cílem Polské scény, stejně jako u každého polského divadla působícího mimo Polsko, je edukace a zdokonalování národního jazyka polského obecenstva. To vše je realizováno pomocí repertoáru, na němž se pravidelně objevují hry polských dramatiků. Téměř 50 procent titulů Polské scény tvoří polské drama. A v tomto případě je dvojnásobnou pravdou, že Polská scéna Těšínského divadla je nejpolštějším divadlem mezi všemi polskými divadly.
(Fragment citován z hodnocení Polské scény, které pronesla dr. Mirosława Pindór, profesorka Slezské univerzity v Cieszyně.)

Umělečtí šéfové Polské scény:
Władysław Niedoba (1951–1960)
Franek Michalik (1960–66)
Alojzy Nowak (1966–1973) 
Andrzej Przybylski (1973)
Kazimierz Siedlaczek (1974–1979)
Karol Suszka (1979–1988)
Rudolf Moliński (1988–1998, 2001–2003)
Jerzy Batycki (1999–2001)
Bogdan Kokotek (2003–dodnes) 

BAJKA
Bajka je loutková scéna Těšínského divadla. Hraje nejen na svém domovském jevišti, ale i v regionu, po obou stranách řeky Olše, hostuje také v zahraničí. Bajka je výjimečná tím, že připravuje představení ve dvou jazykových verzích, v češtině a polštině, a tak naplňuje potřeby regionu, ve kterém působí.
Vznikla v roce 1948 jako Loutkové divadlo Polského kulturně-osvětového svazu (PZKO). Snížení rozpočtu Hlavního výboru PZKO v devadesátých letech způsobilo velké finanční problémy Loutkového divadla, souboru hrozil zánik. Díky velkorysosti krajského úřadu, který financuje Těšínské divadlo, se podařilo v roce 2008 připojit Bajku k Těšínskému divadlu. V té době byl ředitelem TD Karol Suszka. Název souboru Loutkové divadlo Bajka se mění na Loutkovou  scénu Bajka.  V  roce  2010  Bajka  opustila své domovské působiště v  budově  Polského kulturně-osvětového  svazu  na  ulici Střelniční v  Českém  Těšíně a přestěhovala  se  do  Těšínského  divadla. Uměleckým  šéfem  se  stal Jakub Tomoszek. Pro Bajku byl vytvořen prozatímní scénický prostor. Změnil se způsob jejího financování a zřizovatelem se stal Moravskoslezský kraj. 
Do roku 2010 hrála Bajka představení pouze v polském jazyce pro děti z mateřských a základních škol s polským jazykem vyučovacím. Premiérou „Broučci“ v režii Marie Míkové začala hrát v jazyce českém a tím rozšířila počet návštěvníků o děti z českých mateřských a základních škol v Moravskoslezském kraji a do Bajky zamířilo i české domácí publikum. Těšínské divadlo si tak díky Bajce vychovává své diváky od nejmladších let. 
Repertoár:
Bajka připravuje představení přizpůsobená potřebám a možnostem nejmladšího diváka od 2 do 4 let. Další věkovou kategorií jsou děti předškolního věku a děti prvního stupně základních škol. Pro nejstarší děti od 6 do12 let máme také připravena představení, která mají potenciál je zaujmout. Repertoár přizpůsobujeme potřebám diváka; objevují se zde hry, které patří ke kánonu světové literatury, tj.: Hobbit J.R.R. Tolkiena, Gulliverovy cesty J. Swifta, Malý princ A. de Saint Exupéryho, dále také tradiční pohádky autorů, jež jsou základem dětské literatury, např. B. Němcové, H. Ch. Andersena, legendy z našeho regionu a jiných zemí a také biblické příběhy, k nimž patří Noemova archa, O zbojníku Ondrášovi, Labutě ze země Erin, i hudební pohádky např. Brémští muzikanti. 

Umělecká spolupráce:
Snaží se čerpat z nejlepších zkušeností českých loutkářských bardů. Zve ke spolupráci významné zkušené umělce, kteří si vytvořili svůj osobitý styl a jsou znakem dobré loutkářsko-divadelní úrovně, patří k nim např. Vít Brukner (Buchty a loutky), Nela Dušová (Teátro Neline), Vítězslav Marčík (Divadlo Víti Marčíka), Marka Míková (projekt Loutky v nemocnici). Spolupracuje také s dramatickými režiséry, např. s polskou režisérkou Katarzynou Deszcz (Labutě ze země Erin), která vnáší do představení jiný druh emocionální citlivosti a lyriky, klade důraz na emoční sdělení. 
Scénografii vnímá jako velmi důležitou pro imaginaci dětské duše i oka. Spolupracuje se skvělými scénografy: Pavlem Hubičkou, Janem Brejchou, Miroslavem Dušou, Michalem Hejmovským, Tomášem Volkmerem, ale i s mnoha výjimečnými mladými tvůrci. 
Hudba v představeních Bajky nejen dotváří atmosféru, ale často je také jejich neoddělitelnou součástí, zvláště s ohledem na písničky, které jsou komponovány pro děti; někdy jsou dokonce samostatnými hereckými výstupy a dovolují dětem aktivně se zúčastnit představení. Zveme ke spolupráci skvělé hudebníky, jmenujme alespoň Tomáše Kočka, Beatu Hlavenkovou, Zbigniewa Siwka.
Bajka se chce rozvíjet a reagovat na nápady a citlivost nové generace a směrů, kterými se v současnosti ubírá loutkové divadlo, proto spolupracuje s mladou generací režisérů (Jiří Hajdyla, Pavel Gejguš), scénografů (Iva Bartošová, Tereza Bartůňková) a hudebníků (Michal Sedláček, Jan Čtvrtník, Artur Říman), přicházejících s novými zajímavými nápady, scénickou koncepcí a současnou vizí komunikace loutky a diváka.
Od roku 2020 můžete Bajku najít na Malé scéně, zcela novém prostoru Těšínského divadla.

Umělečtí šéfové Bajky:
Ferdynand Król (1948–1958)
Adam Wawrosz (1958–1962)
Bronisław Liberda (1962–1983)
Paweł Żywczok (1983–1989)
Franciszek Humel (1990–1993)
Pawełka Niedoba ( 1993–2009)
Jakub Tomoszek (2009–dodnes)